# Космополит (эвфемизм)
«Космополи́т», «безродный космополит» — антисемитское клише, этноним-эвфемизм в отношении евреев. Связано с кампанией против «космополитов» — первой в Советском Союзе публично организованной антисемитской акции. Близким является другой советский этноним-эвфемизм в отношении евреев — «сионист».
Эвфемизм «космополит», распространённый в советском политическом языке после Второй мировой войны, представляет собой уничижительное прозвище, употреблявшееся в советской печати в 1948—1953 годах в отношении дискриминируемых интеллигентов, преимущественно евреев. Слово «космополит» служило эвфемистической заменой слова «жид». Выражение «космополит» присутствовало в советской печати вплоть до середины 1953 года. В тот же период и даже несколько позднее эвфемизм получил распространение и в других коммунистических странах. В кампании против «космополитов» государственная идеологическая линия и представления масс сомкнулись, образовав единый эмоционально-идеологический комплекс, который стал основой для возрожденного советского антисемитизма.
Из правой среды в коммунистический/советский дискурс был заимствован миф о еврейском заговоре. В условиях начала Холодной войны «еврей-сионист» изображался как агент англо-американского империализма, стремящегося к войне за господство в мире; была сформирована новая теория, пока только участия (не лидерства) евреев в борьбе за мировое господство. Уже в кампании против «космополитов», параллельно с которой велось поддерживающее её дело Еврейского антифашистского комитета (ЕАК) 1948—1952 годов, но преимущественно начиная с процесса Рудольфа Сланского 1952 года (в Чехословакии) и с «Дела врачей» 1948—1953 годов пропаганда стала представлять «еврея-сиониста» не только в качестве идейного, но и как было предопределено Сталиным ещё в 1939 году, политического врага, создающего разветвлённую сеть заговоров, направленных против советских вождя, народа и государства.
Ефим Эткинд, филолог, высланный из СССР, познакомившись с дневниками Виктора Клемперера, немецкого филолога, еврея по происхождению, в деталях описавшего, что означало быть евреем в нацистской Германии, писал: «…его в Германии, меня в советской России преследовали, травили, изгоняли за еврейство. Разница в том, что его называли евреем, жидом, заставляли носить жёлтую звезду на рукаве…; я никогда ни от кого слова „еврей“ не слышал — оно заменялось разными синонимами, вроде „космополит“, „сионист“, „беспаспортный бродяга“, „антипатриот“».